# Obvodní soudy Spojených států amerických
Obvodní soudy Spojených států amerických (angl. United States district courts) jsou obecné procesní soudy federálního soudnictví Spojených států. Rozhodují případy občanského i trestního práva. Ke každému obvodnímu soudu je přidělen i federální insolvenční soud. U většiny rozhodnutí obvodních soudů je možné odvolání k relevantnímu odvolacímu soudu pro daný okruh, u některých rozhodnutí pak k odvolacímu soudu federálního okruhu, nebo přímo k nejvyššímu soudu.

## Historie
Na rozdíl od nejvyššího soudu, který byl ustaven Článkem III Ústavy Spojených států, obvodní soudy byly ustaveny kongresem podle zákona o soudnictví z roku 1789 (Judiciary Act of 1789). Ústava tyto soudy nevyžaduje. Dokonce, krátce po ratifikaci Ústavy, někteří odpůrci silného federálního soudnictví žádali, aby mimo území přímo podléhající federální vládě (Washington, D.C., a některá tehdejší teritoria), bylo federální soudnictví omezeno pouze na nejvyšší soud. Tento názor ovšem nepřevládl a kongres vytvořil systém obvodních soudů, který je v platnosti dodnes.
Dnes existuje minimálně jeden obvodní soud v každém státě a dále soud pro Kolumbijský distrikt a Portoriko. Teritoria Guam, Severní Mariany (Northern Mariana Islands) a Panenské ostrovy (Virgin Islands) mají své teritoriální soudy. Tyto soudy se také nazývají obvodní soudy, a mají v podstatě stejné pravomoci, ale liší se tím, že se jedná o soudy podle Článku IV Ústavy a tedy jejich soudci jsou jmenováni jen na dobu sedmi let místo na doživotí, jako v případě soudců u soudů podle Článku III, kam patří i obvodní soudy. Americká Samoa nemá ani obvodní, ani teritoriální soud a proto federální případy jsou posílány buď obvodnímu soudu pro D.C., nebo pro Havajské ostrovy.

## Soudní obvody

Mapa hranic jurisdikcí Odvolacích soudů (barevně) a Obvodních soudů. Všechny obvodní soudy se nacházejí v rámci jediné jurisdikce, obvykle v rámci státu (silnější čáry); některé státy však mají více než jeden obvodní soud (znázorněno čárkovanou čárou)

Existuje 89 obvodů v 50 státech, ale celkem 94 obvodů, jsou-li zahrnuta i teritoria. Počet soudců se v každém obvodě liší, nejvíce jich působí na obvodním soudu pro jižní obvod New Yorku a obvodním soudu pro centrální obvod Kalifornie, a to 28; naopak v nejmenších obvodech, což jsou Guam a Severní Mariany, působí jen jeden soudce.
V každém soudním obvodu působí rovněž úřad federálního prokurátora a úřad federálního maršála. 